# Pavel Lyzhyn
Pavel Lyzhyn (Bielorrusia, 24 de marzo de 1981) es un atleta bielorruso especializado en la prueba de lanzamiento de peso, en la que consiguió ser subcampeón europeo en pista cubierta en 2007.

## Carrera deportiva
En el Campeonato Europeo de Atletismo en Pista Cubierta de 2007 ganó la medalla de plata en el lanzamiento de peso, llegando hasta lo 20.82 metros que fue su mejor marca personal, tras el eslovaco Mikuláš Konopka (oro con 21.57 metros) y por delante del danés Joachim Olsen (bronce con 20.55 metros).